# Friedmaniella alba
Friedmaniella alba is een platworm (Platyhelminthes). De worm is tweeslachtig. De soort leeft in of nabij zoet water.
Het geslacht Friedmaniella, waarin de platworm wordt geplaatst, wordt tot de familie Protomonotresidae gerekend. De wetenschappelijke naam van de soort werd voor het eerst geldig gepubliceerd in 1985 door Timoshkin.